# Crinodes
Crinodes is een geslacht van vlinders van de familie tandvlinders (Notodontidae), uit de onderfamilie Dudusiinae.

## Soorten
- C. alector Druce, 1887
- C. bellatrix Cramer-Stoll, 1781
- C. besckei Hübner, 1824
- C. biedermani Skinner, 1905
- C. guatemalena Druce, 1887
- C. mulleri Draudt, 1932
- C. nebulosa Schaus, 1901
- C. ritsembut Butler, 1878
- C. schausi Rothschild, 1917
- C. striolata Schaus, 1901